# Xzibit
Xzibit [ɛɡˈzɪbɪt] (bürgerlich Alvin Nathaniel Joiner; * 18. September 1974 in Detroit, Michigan) ist ein US-amerikanischer Rapper, Schauspieler und Fernsehmoderator.

## Leben
Xzibit wurde in einem der armen Stadtteile von Detroit geboren. Dort starb seine Mutter, als er neun Jahre alt war. Auf seinem Album Man vs Machine widmete er ihr ein eigenes Lied. Sein Vater heiratete daraufhin erneut, begann jedoch, ihn zu schlagen. Als Folge dessen wurde dem Vater die Vormundschaft entzogen und Xzibit wurde in ein Heim eingewiesen. Diese Erfahrungen verarbeitete er später unter anderem auf den Alben At the Speed of Life (in dem er seinen Vater angriff) und 40 Dayz & 40 Nightz (in dem er sich mit seinem Vater versöhnt hatte, der auch auf dem Album zu hören ist). Mit 14 Jahren verließ er auf eigenen Wunsch das Heim, um zu seiner Schwester nach Los Angeles zu ziehen. Das Geld für die Fahrt verdiente er sich mit dem Handel von Drogen.
Xzibit ist Vater von drei Kindern. Sein zweiter Sohn Xavier Kingston Joiner starb am 26. Mai 2008 im Alter von elf Tagen aufgrund einer zu schwachen Funktion seiner Lunge.

## Karriere

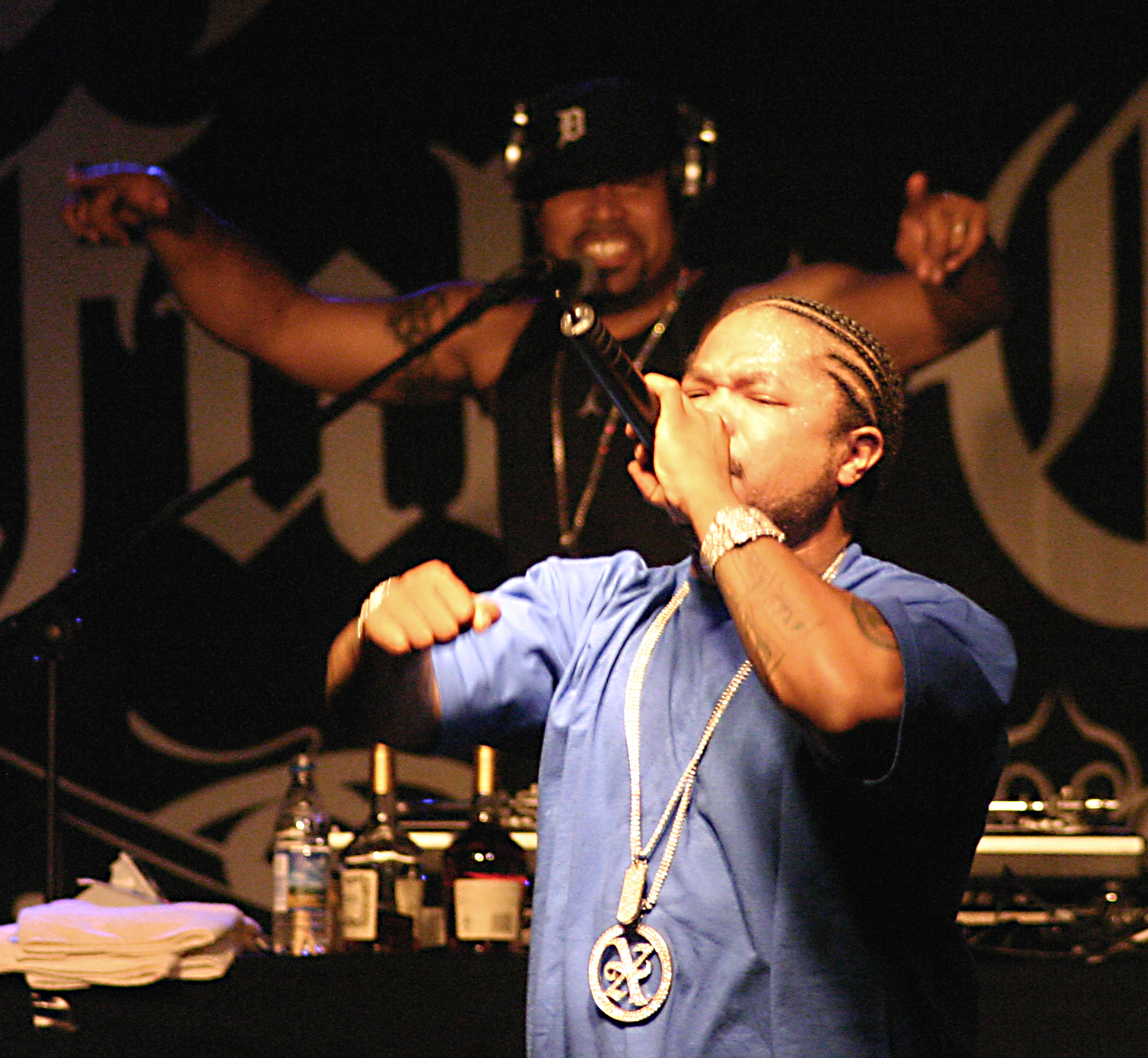
Xzibit live in Berlin (2007)

Xzibit begann seine Karriere als ein Mitglied der Likwit Crew, unter anderem an der Seite von den Alkaholiks und King Tee. Auf dem Album IV Life von King Tee hatte er seinen ersten offiziell veröffentlichten Auftritt auf dem Lied Freestyle Ghetto. Danach ging er mit ihnen 1995 auf Tour und im nächsten Jahr wurde sein Debütalbum At The Speed of Life über Loud Records veröffentlicht. Das Album, vor allem von der Single Paparazzi angetrieben, die besonders in Deutschland großen Erfolg hatte, gilt vielen als Underground-Klassiker.
Als er zwei Jahre später den Nachfolger 40 Dayz & 40 Nightz veröffentlichte, wurde er als eines der vielversprechendsten Talente des Westküsten-Raps gehandelt. Dadurch wurde Dr. Dre auf ihn aufmerksam, der ihn zunächst auf einem von ihm produzierten Lied auf Snoop Doggs Album No Limit Top Dogg (Bitch Please) platzierte. Durch die positive Resonanz ermutigt, featurte er ihn zunächst auf seinem eigenen Album 2001 und nahm ihn mit auf die Up in Smoke Tour, neben Künstlern wie Snoop Dogg, Eminem & Ice Cube, bevor er sich dazu entschloss, Xzibits drittes Album, Restless, zu produzieren. Das Album wurde, unterstützt durch die Single X, ein großer Erfolg und verkaufte sich in den USA fast zwei Millionen Mal. Dr. Dre kümmerte sich nach diesem Durchbruch auch um das vierte Album Xzibits, Man vs Machine. Die Verkaufszahlen sanken jedoch, sodass er nicht mehr im nächsten Projekt, Weapons of Mass Destruction, involviert war.
Dennoch startete er nach diesem Album seine Schauspielkarriere und moderierte auch die MTV-Serie Pimp My Ride. Trotz seiner dadurch gestiegenen Popularität verkaufte sich Weapons of Mass Destruction erneut schlechter, was er auf mangelnde Unterstützung seitens seines Labels zurückführte, sodass er sich von diesem trennte und sein bisher letztes Album Full Circle über Koch Records zum ersten Mal independent veröffentlichte. Doch auch die nun eigenständige Promotion des Albums konnte die kommerzielle Abwärtsspirale nicht stoppen und er verkaufte nunmehr nur noch in etwa so viel wie bei seinen ersten beiden Alben.
Da er bereits vor der Veröffentlichung von Restless ein eigenes Label namens Open Bar Entertainment gegründet hatte, wollte er endlich das Album seiner mehr oder weniger bereits seit 1996 bestehenden Gruppe Golden State Project, bestehend aus ihm, Ras Kass und Saafir, veröffentlichen. Es erschien jedoch nie, da das Label von Ras Kass, Priority Records, diesem eine Veröffentlichung verbot.
Er gründete daher vor Weapons of Mass Destruction eine zweite Gruppe, Strong Arm Steady, deren Mitglieder er, Mitchy Slick, Phil the Agony und Krondon waren. Mit ihr veröffentlichte er unzählige Mixtapes sowie eine Zusammenstellung der besten Lieder dieser. Jedoch trennte er sich 2006 von der Gruppe aufgrund von Differenzen bei der Wahl des Labels.

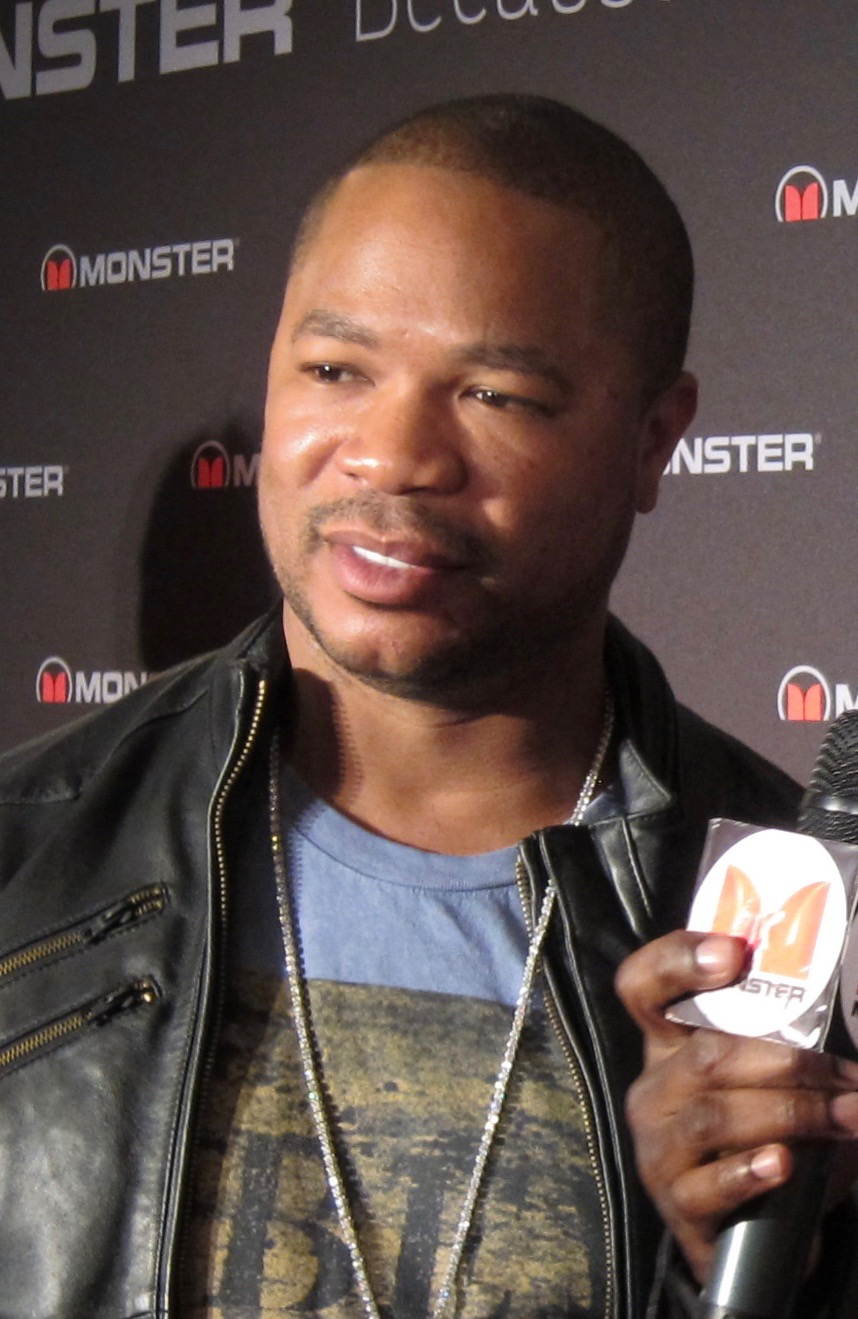
Xzibit (2012)

2012 veröffentlichte Xzibit eine neue Single, welche er zusammen mit Travis Barker aufnahm, unter dem Titel Napalm. Das gleichnamige siebte Solo-Album erschien am 5. Oktober 2012 und enthält zudem die zweite Single Up Out the Way.
Seit den frühen 2000er Jahren tritt er als Schauspieler in Film und Fernsehen in Erscheinung. Von 2016 bis 2019 übernahm er eine wiederkehrende Rolle in der Serie Empire.

## Sonstiges
- Xzibit war einst bekannt als „Exhibit A“. Später entfernte er das A und änderte die Schreibweise nach der Art von Ebonics.
- Xzibit benutzt in seinen Liedern mehrere Pseudonyme für sich, unter anderem (Mr.) X to the/tha/da Z, Black John McClane, West Coast’s William Wallace, X Man oder einfach nur X [/ɛks/].
- In den Videospielen NFL Street 2 & Def Jam – Fight for NY taucht Xzibit jeweils auf.
- Xzibit hatte einen Gastauftritt in Korns Video zu Twisted Transistor.
- Xzibit hat in folgenden Musikvideos einige Cameo-Auftritte:
  - What’s Your Number von Cypress Hill,
  - It Ain’t Nothin von Cypress Hill,
  - Purple Pills von D12,
  - The Next Episode von Dr. Dre,
  - In da Club von 50 Cent,
  - Bad Boy for Life von P. Diddy,
  - XXX Funk von Funkdoobiest,
  - Side 2 Side von Three 6 Mafia,
  - This Way von Dilated Peoples,
  - Without Me von Eminem,
  - I Don’t Dance von DMX.
- Xzibit ist in der Folge „Tödliche Reime“ von CSI: Miami zu sehen, in der er am Anfang einen Auftritt hat und dann angeschossen wird, sowie in zwei Episoden der Serie Hawaii Five-0.
- Die musikalische Basis (Melodie und weiblicher Gesang) für Xzibits Lied Paparazzi bildet Gabriel Faurés Pavane op. 50.
- In der OV des Films Die Rotkäppchen-Verschwörung spricht Xzibit den Bären Inspector Grizzly.
- Xzibit leiht in dem PC- und Xbox-Spiel The Chronicles of Riddick: Escape from Butcher Bay dem Wachmann Abbott seine Stimme.
- Am 30. April 2007 wurde Xzibit im Rahmen des Gumball 3000 in den Niederlanden der Führerschein entzogen.[2]
- Seit Herbst 2010 gehört Xzibit zum Team von Das Hausbau-Kommando
- Im Song And We Run der Symphonic-Metal-Band Within Temptation (auf dem Album Hydra, Januar 2014) ist Xzibit mit eigenen Lyrics zu hören.

## Diskografie
Studioalben

| Jahr | Titel                       | Höchstplatzierung, Gesamtwochen, AuszeichnungChartplatzierungen (Jahr, Titel, Platzierungen, Wochen, Auszeichnungen, Anmerkungen) | Höchstplatzierung, Gesamtwochen, AuszeichnungChartplatzierungen (Jahr, Titel, Platzierungen, Wochen, Auszeichnungen, Anmerkungen) | Höchstplatzierung, Gesamtwochen, AuszeichnungChartplatzierungen (Jahr, Titel, Platzierungen, Wochen, Auszeichnungen, Anmerkungen) | Höchstplatzierung, Gesamtwochen, AuszeichnungChartplatzierungen (Jahr, Titel, Platzierungen, Wochen, Auszeichnungen, Anmerkungen) | Höchstplatzierung, Gesamtwochen, AuszeichnungChartplatzierungen (Jahr, Titel, Platzierungen, Wochen, Auszeichnungen, Anmerkungen) | Anmerkungen                                                   |
| Jahr | Titel                       | DE | AT | CH | UK | US | Anmerkungen                                                   |
| ---- | --------------------------- | --- | --- | --- | --- | --- | ------------------------------------------------------------- |
| 1996 | At the Speed of Life        | DE74 (6 Wo.)DE | — | CH35 (10 Wo.)CH | — | US74 (4 Wo.)US | Erstveröffentlichung: 1. Oktober 1996                         |
| 1998 | 40 Dayz & 40 Nightz         | — | — | — | — | US58 (5 Wo.)US | Erstveröffentlichung: 25. August 1998                         |
| 2000 | Restless                    | DE21 (15 Wo.)DE | AT52 (7 Wo.)AT | CH40 (10 Wo.)CH | UK27 Gold · (14 Wo.)UK | US12 Platin · (28 Wo.)US | Erstveröffentlichung: 12. Dezember 2000 Verkäufe: + 1.115.000 |
| 2002 | Man vs Machine              | DE20 (5 Wo.)DE | — | CH33 (6 Wo.)CH | UK43 Silber · (4 Wo.)UK | US3 Gold · (12 Wo.)US | Erstveröffentlichung: 1. Oktober 2002 Verkäufe: + 560.000     |
| 2004 | Weapons of Mass Destruction | DE27 (11 Wo.)DE | AT69 (3 Wo.)AT | CH27 (9 Wo.)CH | UK85 (4 Wo.)UK | US43 Gold · (8 Wo.)US | Erstveröffentlichung: 14. Dezember 2004 Verkäufe: + 500.000   |
| 2006 | Full Circle                 | — | — | CH74 (1 Wo.)CH | — | US50 (2 Wo.)US | Erstveröffentlichung: 17. Oktober 2006                        |
| 2012 | Napalm                      | — | — | — | — | US150 (1 Wo.)US | Erstveröffentlichung: 8. Oktober 2012                         |
| 2025 | Kingmaker                   | — | — | — | — | — | Erstveröffentlichung: 16. Mai 2025                            |

## Filmografie (Auswahl)
- 2002: 8 Mile
- 2004: Full Clip
- 2004: Pimp my Ride
- 2004: CSI: Miami (Fernsehserie, Folge 2×22 Rap Sheet)
- 2005: xXx 2 – The Next Level (xXx: State of the Union)
- 2005: Entgleist (Derailed)
- 2006: Spiel auf Bewährung (Gridiron Gang)
- 2006: Die Rotkäppchen-Verschwörung (Hoodwinked!, Stimme)
- 2008: Akte X – Jenseits der Wahrheit (The X-Files: I Want to Believe)
- 2008: American Violet
- 2009: Bad Lieutenant – Cop ohne Gewissen (Bad Lieutenant: Port of Call New Orleans)
- 2010: Malice n Wonderland
- 2011: Weekends at Bellevue
- 2012: Something from Nothing: The Art of Rap
- 2012: Code Name: Geronimo (Seal Team Six: The Raid on Osama Bin Laden)
- 2013–2015: Hawaii Five-0 (Fernsehserie, drei Folgen)
- 2016–2019: Empire
- 2019: Broken Ground (Miniserie, vier Folgen)